# Heliona fasciolata
Heliona fasciolata är en insektsart som beskrevs av Bodenheimer 1930. Heliona fasciolata ingår i släktet Heliona och familjen dvärgstritar. Inga underarter finns listade i Catalogue of Life.